# Никифоровский район
Ники́форовский райо́н — административно-территориальная единица (район) и муниципальное образование (муниципальный район) на западе центральной части Тамбовской области России.
Административный центр — посёлок городского типа Дмитриевка.

## География
Территория района занимает 1191,4 км², в том числе более 90 000 гектаров заняты под сельскохозяйственными угодьями, из них около 65 000 га — пашни. По территории района протекает река Польной Воронеж.
Граничит: с Сосновским, Тамбовским, Петровским, Мичуринским и Староюрьевским районами области.
На территории района недалеко от села Ярославка находится крупное Ярославское водохранилище.

## История
Район образован в 1928 году в составе Тамбовского округа ЦЧО. В Постановлении ВЦИК от 13 июня 1934 года упоминается в составе Воронежской области. С 27 сентября 1937 года Никифоровский район в числе ещё 48 районов стал относиться к вновь образованной Тамбовской области. Позже Никифоровский район был упразднён и его территория вошла в Тамбовский и Мичуринский районы. 30 октября 1959 года к Никифоровскому району были присоединены части территорий упразднённых Дегтянского и Юрловского районов. 13 января 1965 года решением Тамбовского облисполкома вновь был образован Никифоровский район с центром в селе (с 09.08.1966 — рабочий посёлок) Дмитриевка.
В Никифоровском районе работал Евгений Подольский, в 1985—1991 гг. 1-й секретарь обкома КПСС, издавший в Тамбове в 2003 году книгу «Так мы жили, так мы работали».
В районной газете работал писатель и поэт А. Остроухов, окончивший сценарный факультет ВГИК.
В р.п. Дмитриевка родилась и провела годы своей молодости советская (российская) актриса театра и кино Надежда Маркина (фильм Елена, сериал «Участок» и многие другие художественные фильмы).
В р.п. Дмитриевка 13 ноября 1979 года родился киноактёр Сергей Стрельников, прославившийся исполнением главной роли в биографическом сериале «Страсти по Чапаю», «Куприн. Яма» и др.
Большой вклад в развитие районного центра и всей территории будущего муниципалитета внёс Юрий Алексеевич Ерин, на протяжении многих лет (1970-е—1980-е годы) возглавлявший Никифоровский сахарный завод (в настоящее время — филиал ОАО «Знаменский сахарный завод» ГК «Русагро»). Благодаря усилиям Ю. А. Ерина в посёлке Дмитриевка было построено большое количество жилья и учреждений социо-культурной сферы. С переводом Юрия Алексеевича из Никифоровского района на работу в министерство сельского хозяйства темпы развития райцентра сократились во много раз.
В селе Сычёвка родился Чуканов, Анатолий Дмитриевич (1934—2019) — советский и российский передовик сельского хозяйства, директор племзавода «Пригородный» Тамбовской области, Герой Социалистического Труда (1981).
24 сентября 1939 года в селе Ивановка Никифоровского района родился Константин Николаевич Стегачев (1939—2014). Его трудовой стаж превышает 50 лет. С 1982 года он трудился в качестве генерального директора ООО "Кафе «Кондитерское». За свою многолетнюю плодотворную деятельность Константин Николаевич Стегачев был награждён орденами «Знак почёта» и «Трудового Красного Знамени», Почётным знаком «За заслуги перед городом Тамбовом».
В декабре 2018 года (23 декабря) в р.п. Дмитриевка прошёл митинг против строительства крупного мусорного полигона в непосредственной близости от посёлка, на который пришло почти 3000 местных жителей.
В 2023 году Никифоровский район был упразднён. На его территории создан Никифоровский муниципальный округ.

## Население
| 2002    | 2009    | 2010    | 2012    | 2013    | 2014    | 2015    | 2016    | 2017    |
| ------- | ------- | ------- | ------- | ------- | ------- | ------- | ------- | ------- |
| 22 970  | ↘20 554 | ↘20 066 | ↘19 591 | ↘19 219 | ↘18 752 | ↘18 430 | ↘17 886 | ↘17 448 |
| 2018    | 2019    | 2020    | 2021    |         |         |         |         |         |
| ↘17 117 | ↘16 661 | ↘16 175 | ↗16 232 |         |         |         |         |         |

### Урбанизация
Городское население (рабочий посёлок Дмитриевка) составляет 42,43 % от всего населения района.

### Занятость
Число трудоспособных граждан, проживающих на территории района, составляет 58 процентов от общего числа жителей. Из общего числа работающих 62 процента людей трудятся в материальном производстве и 38 процентов работников работают в непроизводственной сфере. В последнее время наблюдается перемещение рабочей силы в непроизводственную сферу деятельности.

### Национальный состав
По итогам переписи населения 2020 года проживали следующие национальности (национальности менее 0,1 % и другое, см. в сноске к строке «Другие»):
| Национальность | Численность, чел. | Доля     |
| -------------- | ----------------- | -------- |
| Русские        | 15 205            | 93,67 %  |
| Цыгане         | 318               | 1,96 %   |
| Таджики        | 140               | 0,86 %   |
| Узбеки         | 76                | 0,47 %   |
| Армяне         | 60                | 0,37 %   |
| Украинцы       | 53                | 0,33 %   |
| Азербайджанцы  | 19                | 0,12 %   |
| Чеченцы        | 17                | 0,10 %   |
| Молдаване      | 17                | 0,10 %   |
| Другие         | 327               | 2,02 %   |
| Итого          | 16 232            | 100,00 % |

## Административно-муниципальное устройство
Никифоровский район как административно-территориальное образование включает 1 поссовет и 5 сельсоветов.
В Никифоровский район как муниципальное образование со статусом муниципального района входят 6 муниципальных образований, в том числе 1 городское и 5 сельских поселений:
| №        | Муниципальное образование   | Административный центр     | Количество населённых пунктов | Население (чел.) | Площадь (км²) |
| -------- | --------------------------- | -------------------------- | ----------------------------- | ---------------- | ------------- |
| 1e-06    | Городское поселение:        |                            |                               |                  |               |
| 1        | Дмитриевский поссовет       | рабочий посёлок Дмитриевка | 1                             | 7479             | 14,24         |
| 1.000002 | Сельские поселения:         |                            |                               |                  |               |
| 2        | Екатерининский сельсовет    | село Екатеринино           | 18                            | ↘2116            | 349,86        |
| 3        | Озёрский сельсовет          | село Озёрки                | 7                             | ↘1573            | 244,98        |
| 4        | Сабуро-Покровский сельсовет | село Сабуро-Покровское     | 5                             | ↗2425            | 116,20        |
| 5        | Юрловский сельсовет         | село Юрловка               | 19                            | ↘1584            | 301,61        |
| 6        | Ярославский сельсовет       | село Ярославка             | 5                             | ↗1646            | 164,60        |

В рамках организации местного самоуправления в 2004 году на территории района были созданы 11 муниципальных образований, в том числе 1 городское поселение (поссовет) и 10 сельских поселений (сельсоветов). В 2010 году упразднённый Знаменский включён в Ярославский сельсовет; Машково-Сурёнский — в Озёрский сельсовет; Гомзяковский и Старосабуровский — в Екатерининский сельсовет; Голицынский — в Юрловский сельсовет.

## Населённые пункты
В Никифоровском районе 55 населённых пунктов, в том числе 1 городской (рабочий посёлок) и 54 сельских.
| №  | Населённый пункт   | Тип             | Население | Муниципальное образование   |
| -- | ------------------ | --------------- | --------- | --------------------------- |
| 1  | Александровка      | село            | ↘67       | Екатерининский сельсовет    |
| 2  | Александровка      | село            | ↘160      | Озёрский сельсовет          |
| 3  | Андреевка          | деревня         | 6         | Екатерининский сельсовет    |
| 4  | Анновка            | деревня         | 2         | Екатерининский сельсовет    |
| 5  | Бибиково           | село            | ↘144      | Екатерининский сельсовет    |
| 6  | Богородицкое       | село            | ↘249      | Екатерининский сельсовет    |
| 7  | Восточная Старинка | село            | ↗327      | Озёрский сельсовет          |
| 8  | Вырубово           | деревня         | ↘419      | Екатерининский сельсовет    |
| 9  | Голицыно           | село            | ↘336      | Юрловский сельсовет         |
| 10 | Гомзяки            | деревня         | 31        | Екатерининский сельсовет    |
| 11 | Дмитриевка         | рабочий посёлок | ↘6888     | Дмитриевский поссовет       |
| 12 | Дмитриевка         | село            | ↘290      | Юрловский сельсовет         |
| 13 | Екатеринино        | село            | ↘1130     | Екатерининский сельсовет    |
| 14 | Западная Старинка  | село            | ↘98       | Озёрский сельсовет          |
| 15 | Знаменка           | село            | ↘312      | Ярославский сельсовет       |
| 16 | Ивановка           | село            | ↘12       | Озёрский сельсовет          |
| 17 | Ким                | посёлок         | 1         | Екатерининский сельсовет    |
| 18 | Красная Криуша     | село            | ↘69       | Сабуро-Покровский сельсовет |
| 19 | Лебедево           | село            | 22        | Юрловский сельсовет         |
| 20 | Летуновка          | село            | 14        | Юрловский сельсовет         |
| 21 | Луговая            | деревня         | 38        | Юрловский сельсовет         |
| 22 | Любезная           | деревня         | ↘114      | Юрловский сельсовет         |
| 23 | Малая Знаменка     | деревня         | 40        | Ярославский сельсовет       |
| 24 | Малая Фёдоровка    | деревня         | 7         | Екатерининский сельсовет    |
| 25 | Малое Монтвидово   | деревня         | 86        | Екатерининский сельсовет    |
| 26 | Марьевка           | деревня         | 44        | Юрловский сельсовет         |
| 27 | Марьино            | деревня         | ↘10       | Озёрский сельсовет          |
| 28 | Мацнево            | село            | 6         | Юрловский сельсовет         |
| 29 | Машково-Сурёна     | село            | ↘474      | Озёрский сельсовет          |
| 30 | Моховое            | деревня         | 17        | Юрловский сельсовет         |
| 31 | Никольское         | село            | ↘140      | Юрловский сельсовет         |
| 32 | Новая Деревня      | деревня         | 20        | Юрловский сельсовет         |
| 33 | Новокруглое        | деревня         | 8         | Екатерининский сельсовет    |
| 34 | Новосёлки          | деревня         | 26        | Юрловский сельсовет         |
| 35 | Озёрки             | село            | ↘918      | Озёрский сельсовет          |
| 36 | Орлова Лука        | деревня         | 15        | Ярославский сельсовет       |
| 37 | Первое Мая         | посёлок         | 30        | Екатерининский сельсовет    |
| 38 | Первомайский       | посёлок         | ↘0        | Сабуро-Покровский сельсовет |
| 39 | Петр Эсаулов       | деревня         | 8         | Екатерининский сельсовет    |
| 40 | Петровская         | деревня         | 25        | Юрловский сельсовет         |
| 41 | Польная Дмитриевка | деревня         | ↘79       | Екатерининский сельсовет    |
| 42 | Поповка            | деревня         | 1         | Юрловский сельсовет         |
| 43 | Приют              | деревня         | 0         | Юрловский сельсовет         |
| 44 | Приятная           | деревня         | 14        | Юрловский сельсовет         |
| 45 | Сабуро-Покровское  | село            | ↘1372     | Сабуро-Покровский сельсовет |
| 46 | Свобода            | посёлок         | ↘1136     | Сабуро-Покровский сельсовет |
| 47 | Спицыно            | деревня         | ↘100      | Юрловский сельсовет         |
| 48 | Старое Сабурово    | село            | ↘206      | Екатерининский сельсовет    |
| 49 | Степановка         | посёлок         | ↘407      | Екатерининский сельсовет    |
| 50 | Сычёвка            | село            | ↘371      | Ярославский сельсовет       |
| 51 | Туровка            | село            | ↘381      | Юрловский сельсовет         |
| 52 | Чебоксары          | деревня         | ↘131      | Сабуро-Покровский сельсовет |
| 53 | Юрловка            | село            | ↘646      | Юрловский сельсовет         |
| 54 | Языково            | деревня         | 62        | Екатерининский сельсовет    |
| 55 | Ярославка          | село            | ↘1024     | Ярославский сельсовет       |

### Упразднённые населённые пункты
В 2000 году упразднены деревни Новый Свет и Новоандреевка Екатерининского сельсовета, деревня Долгиновка и поселок Богоявленск Гомзяковского сельсовета
В 2017 году упразднены деревни Лысовка Ярославского сельсовета и Фёдоровка 2-я Екатерининского сельсовета.

## Экономика
Экономически перспективный в промышленном и сельскохозяйственном плане развития район из-за развитости транспортной инфраструктуры.
Основными направлениями экономики являются сельскохозяйственное производство и пищевая промышленность. В районе расположен один из наиболее крупных в стране сахарных заводов, входящий в холдинг «Русагро». Его мощность в настоящее время позволяет перерабатывать около 7 тысяч тонн сахарной свёклы в сутки.
Также в районном центре — посёлке Дмитриевка — функционируют три элеватора, молочный цех. 7 июля 2009 года в районе запущен зерносклад на 240 тысяч тонн — крупнейший в России. 
В селе Сабуро-Покровское действует комбинат хлебопродуктов, оснащённый современным оборудованием.
Почвы на территории района — мощные чернозёмы. Основные сельскохозяйственные культуры, выращиваемые на территории района — сахарная свёкла, подсолнечник, зерновые, кормовые культуры, развито садоводство и животноводство. Аграрная отрасль представлена несколькими крупными хозяйствами:
- АО «Голицыно» полеводческого и молочного направления (племхоз, роботизированная ферма),
- ООО «Центральное», в котором функционируют недавно построенный свинокомплекс и запущенный в июле 2012 года мощный комбикормовый цех, полеводческими предприятиями ООО «Агротехнологии»,
- ООО «Агро Виста Тамбов»,
- ООО «Брахросагро», а также рядом более мелких агропроизводственных обществ и большим количеством фермерских хозяйств, помимо полеводства, занимающихся разведением овец и молочного скота.

В 2012 году в районном центре был открыт самый большой элеватор по хранению и переработке зерна в Европейской части России — и в целом, в стране.

## Транспорт
Посёлок Дмитриевка расположен на 410 км федеральной трассы Р22 «Каспий» Москва — Астрахань (до 31 декабря 2017 применяется старый учётный номер М6). Время в пути до Москвы на автомобиле составляет около пяти-шести часов, в зависимости от загруженности трассы.
Посёлок Дмитриевка расположен в 50 км к северо-западу от областного центра г. Тамбов. Связь с ним осуществляется по автодороге Р22 «Каспий». Ещё одна дорога государственного значения — Р119 «Орёл — Тамбов» проходит через южную часть Никифоровского района. С посёлком Дмитриевка трасса Р119 «Орёл — Тамбов» соединена дорогой местного значения, проходящей через населённые пункты Никифоровского района — Озерки, Туровка, Юрловка, Голицыно.
По территории Никифоровского района проходит Юго-Восточная железная дорога, движение по которой было открыто ещё в 1869 году. Крупнейшими станциями являются Никифоровка и Сабурово, расстояние между которыми — около 20 км.
Ежедневное регулярное автобусное сообщение р.п. Дмитриевка с г. Тамбов и г. Мичуринск.
На коммерческой основе осуществляются маршрутные перевозки между райцентром Дмитриевка и населёнными пунктами внутри Никифоровского района.

## Образование
В районе по состоянию на первое января 2008 года находилось десять полных, десять средних и две начальные школы, а также имелась одна школа-сад. Для выполнения программы «Модернизация системы образования на две тысячи пятый восьмой годы» хотят преобразовать несколько полных школ в средние, а средние школы в начальные.
В Никифоровском районе на первое января 2008 года работало восемь детских садов, в которые ходят более 360 детей. В общем, район не страдает от нехватки мест в детских садах, так как на 1000 детей имеется более 1300 мест. В будущем предполагается, что будет работать система школьной подготовки воспитанников в группах непродолжительного пребывания, которые будут созданы в больших школах. Также работают три учреждения дополнительного образования это ДЮСШ, дом детского творчества и детская школа искусств.
Вузов, ПТУ и техникумов в Никифоровском районе нет.

## Сельское хозяйство
В районе отведено под пашни 72400 гектар земли, из них обрабатываются 63800 гектар, под фермерские угодья и частные предприятия отдано 18900 гектар или почти 30 процентов от общей площади обрабатываемой пашни.
Сбор зерна со всех хозяйств района составил в 2004 году 39800 тонн, в 2005 году — 45500 тонн, в 2006 году — 53400 тонн, в 2007 году — 55800 тонн.
Средний сбор урожая зерновых по району составил в 2004 году 16,1 центнера с гектара, в 2005 году — 18,4 центнера с гектара, в 2006 году — 20,7 центнеров с гектара, в 2007 году — 19,7 центнеров с гектара земли.
На первое января 2006 года во всех хозяйствах района находилось поголовье крупного рогатого скота почти 6,9 тысяч голов, из них коровы 3 тысячи голов, по состоянию на первое января 2008 года поголовье крупного рогатого скота составляло чуть больше 4 тысяч голов, из них коров было 1,6 тысячи голов.

## Связь
В районе работало двадцать четыре почтовых отделения и девятнадцать отделений электросвязи. После реорганизации большинство населённых пунктов района не имеют почтового отделения. В двадцати восьми сёлах имеется телефонная связь, причём отделения связи работают по современным технологиям. В райцентре АТС предоставляет услуги цифровой связи, при помощи которой жители посёлка могут воспользоваться дополнительными услугами, также большая часть жителей жители района имеет возможность подключиться к сети Интернет.
С 2002 года в районе начала свою работу сотовая связь стандарта GSM — 900/1800. Это дало возможность населению Никифоровского района использовать федеральную сотовую связь. В 2004 году в райцентре поставили обновлённую вышку МТС Si — 2000, в селе Сабуро-Покровское — вышку МТС Si — 2000/320. Это значительно повлияло на зону радиопокрытия и на качество связи. В настоящее время на территории района действуют и другие сотовые операторы. В 2007 в работу ввели несколько вышек сотовой связи, это позволило обеспечить район сотовой связью на большей части его территории.
Количество стационарных телефонов в сельской местности в 2007 году составило 182 на 1000 жителей. В районном центре действует кабельное телевидение, начата реализация планов по прокладке оптоволоконных линий.

## Достопримечательности
В селе Екатеринино располагается большая опытная сельскохозяйственная станция, работающая под эгидой Всероссийского института растениеводства имени академика Н. И. Вавилова. Здесь выращиваются элитные семена зерновых культур, ведётся научная работа, проводится коллекционирование семян растений региона. В селе Екатеринино находится уникальный и красивейший памятник живой памятник природы — дендрологический парк площадью около 40 гектаров, заложенный ещё в XIX веке помещиком А. Ушаковым. Он объявлен памятником природы государственного значения. В Екатерининском парке насчитывается более 230 видов деревьев и кустарников.
К числу исторических памятников района относится так называемый Татарский вал, который в своё время служил защитой от набегов кочевых племён и татаро-монгольской конницы. Он являлся составной частью сложной засечной черты, протянувшейся от Белгорода до Симбирска, и в настоящее время признан уникальным памятником археологии, древней фортификации, истории и природы. Ныне этот памятник находится под охраной государства.
В районе известен и охраняется государством парк областного значения в селе Сабуро-Покровское.
На территории района действует заказник «Польновский», созданный для восстановления численности зайца-русака (Lepus europaeus), серой куропатки (Perdix perdix) и русской выхухоли (Desmana moschata).
В районном центре начаты работы по возведению нового храма, взамен существующей церкви Иоанна-Богослова, маленькой и тесной.

## Героизм никифоровцев
В истории района немало героических страниц. Пожалуй, одна из самых трагических связана с Великой Отечественной войной. Более 14 тысяч никифоровцев были призваны в годы войны в ряды Красной Армии. 6436 имён воинов, не вернувшихся домой, занесено в областную Книгу памяти. Они, как и те, кто с победой пришёл домой, с честью выполнили свой долг защитников Отечества. О подвигах многих из них узнала вся страна. Пятеро стали Героями Советского Союза — это А. Т. Макаров, И. И. Гришаев, А. Н. Михин, Н. Я. Медведев, Е. В. Шкурдалов. Полными кавалерами орденов Славы являются Е. Н. Кольтюков, И. М. Растяпин, И. П. Леденев, Чернышёв Ф. Ф.. Свыше 6 тысяч никифоровцев награждены орденами и медалями.
18 декабря 1918 года в селе Летуновка Никифоровского района Тамбовской области родился Герой Советского Союза гвардии капитан Петр Васильевич Летуновский. За период Отечественной войны он совершил 196 боевых вылетов с налётом 321 час 40 мин. В 1943 году совершил 82 боевых вылета. Бомбил ВМБ противника Таллин, Хельсинки, Котка; жел.-дор. узлы Красногвардейск, Волосово, Мга, Двинск, Псков, Нарва, аэродромы Красногвардейск, Котлы, Сиверская, Кресты, Карамышево. Участник прорыва блокады города Ленинграда. Потопил три транспорта противника общим водоизмещением в 17 000 тонн. 1 ноября 1943 года, находясь в боевом полёте над Балтикой, обнаружил транспорт противника водоизмещением в 12 000 тонн — германское транспортное судно «Мариенбург» и потопил его торпедным ударом.
Но не только на фронтах ковалась победа. В тылу люди тоже совершали подвиги, работая с невиданным напряжением. Почти 2,5 тысячи никифоровцев награждены медалью «За доблестный труд в годы Великой Отечественной войны 1941−1945 гг».
Жители района оказывали посильную помощь героям-воинам своим ударным трудом, своей материальной помощью и заботой. Никифоровцы дружно поддержали инициативу тружеников Избердеевского района по сбору средств на строительство танковой колонны «Тамбовский колхозник». Ими было собрано 559 тысяч рублей. На строительство эскадрильи и бронепоездов жители района передали 125600 рублей.
Не осталась в стороне и молодёжь. В 1943 году комсомольцы района собрали 98 тысяч рублей на строительство торпедного катера «Никифоровский комсомолец». Моряки гордо несли советский военно-морской флаг в водах Балтики. На их счету несколько потопленных вражеских кораблей и транспортов.
В первые годы войны на аэродроме в Никифоровке базировались Первый гвардейский и Третий авиационные полки дальнего действия. Жители района оказывали лётчикам посильную помощь, делали всё для нормального функционирования аэродрома. Об этом в своих воспоминаниях пишет один из лётчиков 1-го авиаполка А. Н. Боднар.
Бочаров, Владимир Филиппович (1921-) — уроженец Никифоровского района, герой ВОВ, лейтенант, командир танка, призывался через Кировский РВК, Саратовская обл., г. Саратов, Кировский р-н, воевал в составе 2 Белорусского фронта, совершив множество боевых подвигов был награждён орденами Красной Звезды, Красного Знамени, Отечественной войны 1, 2 степени
В р.п. Дмитриевка родился в 1970 г. и вырос Михалев Андрей Вячеславович, матрос, машинист трюмный, героически погибший на атомной подводной лодке К-278 «Комсомолец» 7 апреля 1989 г. в Норвежском море.

## Русская православная церковь
Действующие и возрождаемые храмы Никифоровского благочиния Мичуринской и Моршанской епархии
- Никольский храм с. Александровка Никифоровского района
- Свято-Троицкий храм с. Александровка Гомзяковского с/с Никифоровского района
- Иоанно-Богословский храм р.п. Дмитриевка Никифоровского района
- Никольский храм с. Екатеринино Никифоровского района
- Никольский храм с. Машково-Сурёна Никифоровского района
- Храм Вознесения Господня с. Озерки Никифоровского района
- Покровский храм с. Сабуро-Покровское Никифоровского района
- Казанский храм с. Туровка Никифоровского района
- Покровский храм с. Ярославка Никифоровского района
- Казанский с. Летуновка Никифоровского района

Утраченные храмы в ХХ столетии
- Никольский (Никольское)
- Богоявленский (Юрловка)
- Иоанна Богослова (Сычевка)
- Рождественский (Красная Криуша)
- Казанский (Бибиково)
- Архангельский (Старинка)
- Покровский (Голицыно)
- Ахтырско-Богородицкий женский монастырь (сельцо Федоровка)
- Успенский (Челнавские Дворики)
- Казанский (Ивановское)
- Архангельский (Старое Сабурово)
- Никольский (Знаменка)
- Покровский (Дмитриевка)
- Никольский (Лебедево)

## Мусорный полигон «Бастион» в р.п.Дмитриевка
23 декабря 2018 года в р.п. Дмитриевка прошёл митинг против строительства крупного мусорного полигона в непосредственной близости от самого посёлка Дмитриевка, на который пришло почти 3000 местных жителей. 15 ноября 2019 года р.п. Дмитриевка, что бы способствовать в решении проблемы с мусорным полигоном посещал лидер общественно-политического движения «Новая Россия» Исаев, Никита Олегович (12.11.1978 — 16.11.2019), скоропостижно скончавшийся по пути в Москву 16.11.2019 года в поезде 31 «Тамбов» Тамбов — Москва